# 福雷斯特内阁
福雷斯特内阁（英语：Forrest Ministry），是西澳大利亚州首届内阁。1890年12月29日，福雷斯特被时任西澳大利亚州总督威廉·罗宾逊任命为州长，并组建内阁。

## 内阁成员
| 职务              | 姓名              | 任期                  |
| ----------------- | ----------------- | --------------------- |
| 州长 财政部长     | 约翰·福雷斯特     | 1890年12月—1901年 2月 |
| 教育部长          | 乔治·申顿         | 1890年12月—1892年10月 |
| 教育部长          | 斯蒂芬·亨利·帕克  | 1892年10月—1894年12月 |
| 教育部长          | 约翰·福雷斯特     | 1894年12月            |
| 教育部长          | 爱德华·威特努姆   | 1894年12月—1897年 5月 |
| 教育部长          | 亨利·勒弗罗伊     | 1897年 5月—1898年 4月 |
| 教育部长          | 乔治·兰德尔       | 1898年 4月—1901年 5月 |
| 铁道部长 工程部长 | 哈里·文恩         | 1890年12月—1896年 3月 |
| 铁道部长 工程部长 | 弗雷德里克·皮耶斯 | 1896年 4月—1900年 8月 |
| 铁道部长 工程部长 | 巴林顿·伍德       | 1900年 8月—1901年 2月 |
| 矿业部长          | 1894年12月设立    | 1894年12月设立        |
| 矿业部长          | 爱德华·威特努姆   | 1894年12月—1898年 4月 |
| 矿业部长          | 亨利·勒弗罗伊     | 1898年 4月—1901年 2月 |
| 殖民地部长        | 乔治·申顿         | 1890年12月—1892年10月 |
| 殖民地部长        | 斯蒂芬·亨利·帕克  | 1892年10月—1894年12月 |
| 殖民地部长        | 约翰·福雷斯特     | 1894年12月—1898年 4月 |
| 殖民地部长        | 乔治·兰德尔       | 1898年 4月—1901年 5月 |
| 不管部长          | 塞普蒂默斯·伯特   | 1890年12月—1901年 2月 |
| 皇家土地专员      | 威廉·马米恩       | 1890年12月—1894年12月 |
| 皇家土地专员      | 亚历山大·理查森   | 1894年12月—1897年 3月 |
| 皇家土地专员      | 乔治·斯罗塞尔     | 1897年 3月—1901年 2月 |
| 总检察长          | 塞普蒂默斯·伯特   | 1890年12月—1897年10月 |
| 总检察长          | 理查德·彭尼法瑟   | 1897年10月—1901年 2月 |

## 备注
1. 1 2 3 4  州长兼任
2. 1 2  州长兼任
3. 1 2  同时兼任矿业部长及教育部长